# Marie Sundelius
Marie Louise Sundelius (född Sundborg), född 4 februari 1882 i Karlstad, död 27 juni 1958, var en svenskamerikansk operasångerska (sopran).
Marie Sundelius var dotter till montören Anders Magnus Sundborg. Tillsammans med föräldrarna emigrerade hon 1897 till USA och bosatte sig i Boston, där hon genomgick flickläroverk och högskola. 1902 började hon studera sång, bland annat för Axeline de Berg-Löfgren. Sundelius företog studieresor till Stockholm 1907 och till Paris 1911. År 1910 debuterade hon som konsertsångerska under dirigenten Karl Muck i Boston, och under de närmaste åren konserterade hon flitigt. 1916 debuterade hon på Metropolitan Opera House, och bland hennes första partier där var Margareta i Faust och Micaela i Carmen, i den senare operan mot en förnämlig ensemble bestående av Enrico Caruso som Don José och Geraldine Farrar som Carmen. Till 1925 tillhörde Sundelius Metropolitanoperan, där hon uppskattades för sin mjukt timbrerade, välbehandlade sopranröst, sin musikalitet och sitt okonstlade spel. Än större framgångar hade hon på konsertscenen, och under turnéer över den amerikanska kontinenten, där särskilt hennes framförande av svenska folkvisor blev uppskattat. I Sverige konserterade hon 1923, 1925 och 1929 samt gästuppträdde 1923 på Kungliga Teatern som Margaretha i Faust, Micaela i Carmen, Nedda i Pajazzo, Mimi i Bohème samt Sophie i Rosenkavaljeren. Särskilt vid det första besöket hade hon stora framgångar. Från 1932 var hon bosatt i Boston, där hon undervisade vid New England Conservatory of Music. Sundelius erhöll Litteris et artibus 1923.
Från 1906 var hon gift med sjukgymnasten och senare kanslisten Gustaf Sundelius.